# Гибсън CS-336
Гибсън CS-336 (на английски: Gibson CS-336) е модел електрическа китара произвеждан от компанията Гибсън Корпорейшън. Инструментът е част от продуктовата серия „CS“ (абревиатура на „Custom Shop“) стартирала като производство през 2001 година.

## Описание
Моделът „CS-336“ е с полуакустично (полукухо) тяло. Изработва се в ателието на фирмата за специални поръчкови изделия – „Custom, Art & Historic Division“. Представен е през 2001 година, като първият продукт на подразделението, чието тяло е изработено от единично парче дърво (махагон), към което е прилепена челната завършваща плоска плоча. Така е получен инструмент с добър резонанс. След повече от 100 години, „CS-336“ e реализация на основната идея на основателя на компанията Орвил Гибсън, за изработване на инструменти изпълнени от едно цялостно (монолитно) парче дърво.
По същество, моделът представлява умалена като размер версия на култовия „Гибсън ES-335“, чийто звукови качества са високо ценени от изпълнителите от десетилетия но някои от тях го намират за твърде голям и тежък, особено при използването му за по-дълги представления. „CS-336“ запазва до голяма степен контурната линия на „ES-335“, мащабно умалена приблизително до големината на другия голям хит на компанията – моделът „Гибсън Лес Пол“. Получените габарити на тялото са: 33,02 см ширина; 40,64 см дължина; 4,27 см дебелина. Много китаристи изказват мнение, че „Гибсън CS-336“ е перфектната комбинация между плътния и компактен „Лес Пол“ и полуакустичния „ES-335“.
Към изделието са приложени и други по-деликатни подобрения препоръчани от изпълнителите, такива като преместване на изходната букса за захранващия кабел в страничната част на тялото (при „ES-335“ изходът е в равнината на челния панел).

## Свързани модели
- „Гибсън ES-335“ – Представен през 1958 година. Представлява формообразуваща база за всички модели от свързаните продуктови линии.
- „Гибсън ES-336“ – Представен през 1996 година. Първа стъпка към модел с тяло от единичен дървен блок. Целият гръб и страничните рамки са едно цяло (само сърцевината все още е отделна). Заместен е в продуктовия каталог от „CS-336“.
- „Гибсън CS-336“ – Представен през 2001 година. Първата китара с тяло от единично дървено парче.
- „Гибсън CS-356“ – Версия на „CS-336“ с добавени екстри, като позлатяване на металните участъци.
- „Гибсън ES-339“ – Представен през 2007 година. Запазва формата и габарита на „CS-336“ но не е изпълнен от единично парче дърво. Фронталният панел, гърбът, сърцевината и странѝците са отделни слепени части. Това прави моделът още по-олекотен и намалява цената му, което е основната цел на неговото създаване.